# Pomponrahka
Pomponrahka este o arie protejată (arie specială de conservare — SAC, sit de importanță comunitară — SCI) din Finlanda întinsă pe o suprafață de 135 ha, integral pe uscat.

## Localizare
Centrul sitului Pomponrahka este situat la coordonatele 60°30′13″N 22°15′28″E / 60.5036°N 22.2578°E.

## Înființare
Situl Pomponrahka a fost declarat sit de importanță comunitară în august 1998 pentru a proteja 1 specie de animale. Situl a fost protejat și ca arie specială de conservare în aprilie 2015.

## Biodiversitate
Situată în ecoregiunea boreală, aria protejată conține 6 habitate naturale: Turbării active, Mlaștini alcaline, Pante stâncoase silicioase cu vegetație casmofită, Taiga vestică, Păduri caducifoliate de mlaștină fino-scandinave, Mlaștini împădurite.
La baza desemnării sitului se află o specie protejată de  mamifere: veveriță zburătoare siberiană (Pteromys volans)
Pe lângă speciile protejate, pe teritoriul sitului au mai fost identificate 3 specii de plante, 1 specie de păsări, 6 specii de nevertebrate.